# Marcus Krüsmann
Marcus Bernhard Hubert Krüsmann, auch Markus Krüsmann oder Max Krüsmann, (* 11. April 1879 in Bergisch Gladbach, Rheinprovinz, Preußen; † 25. Februar 1964 in Münster) war ein deutscher Jurist und Kommunalpolitiker der Zentrumspartei. Er war Beigeordneter der Städte Bocholt, Altenessen und Münster sowie Bürgermeister der Stadt Limburg an der Lahn und des Amts Ostbevern.

## Herkunft und Ausbildung
Geboren wurde Marcus Krüsmann am 11. April 1879 in Bergisch Gladbach als Sohn des Maschinenmeisters Johann Bernhard Hubert Krüsmann und seiner Ehefrau Helena, geborene Mauel. Nach dem Absolvieren der Reifeprüfung am Königlichen Gymnasium an St. Aposteln zu Köln im Jahr 1898, studierte er Rechts- und Staatswissenschaften an den Universitäten Würzburg, Straßburg und Bonn. Am 25. Juli 1901 bestand er die erste juristische Prüfung vor dem Oberlandesgericht Köln. Nach seinem Referendariat in Bensberg und Köln, bestand er die große Staatsprüfung in Berlin am 19. März 1906 mit der Note „Gut“. Im selben Jahr promovierte er sich an der Universität Heidelberg zum Dr. jur. mit einer Dissertation zum Thema Die juristische Natur der Hingabe an Erfüllungstatt nach dem Bürgerlichen Gesetzbuch (§ 364).

## Beruflicher Werdegang
Mit dem Bestehen der großen Staatsprüfung war Marcus Krüsmann zunächst für drei Monate als Vertreter eines Rechtsanwaltes in Köln-Mülheim tätig. Am 12. Juni 1906 wurde er dann durch die Stadtverordnetenversammlung der Stadt Bocholt zum besoldeten Beigeordneten gewählt, mit dieser Tätigkeit ging auch der Vorsitz am örtlichen Kaufmanns- und Gewerbegericht einher.
Bereits am 26. April 1907 trat Krüsmann eine neue Stellung als besoldeter Beigeordneter des seinerzeit selbstständigen Essener Stadtteils Altenessen an, dort verblieb er bis zum Jahre 1911.
Am 1. April 1911 wurde er schließlich zum zweiten Beigeordneten der Stadt Münster ernannt. Dort leitete er unter anderem die Baukommission, führte den Vorsitz des Sparkassen-Kuratoriums und war auch für das Kriegs-Unterstützungswesen, die Hinterbliebenen-Fürsorge und die Kohlenversorgung zuständig.
Am 26. Juli 1919 wurde er als Angehöriger der Zentrumspartei zum Bürgermeister der Stadt Limburg an der Lahn gewählt. Die zeremonielle Amtseinführung erfolgte am 18. September. In seine Amtszeit fiel unter anderem die Errichtung des ersten Finanzamts in Limburg sowie die Gründung einer Bürgerwehr.
Als am 11. Januar 1923 französische und belgische Truppen das Ruhrgebiet wegen des Vorwurfs ausstehender Reparationszahlungen besetzten, kam es auch in Limburg zu einer großen Protestkundgebung, an deren Spitze Bischof Augustinus Kilian und Bürgermeister Marcus Krüsmann standen. Im Zuge der Besetzung des „Freistaat Flaschenhals“ rückten auch in Limburg am frühen Morgen des 15. Mai 1923 marokkanische Hilfstruppen der französischen Armee ein und besetzten Bahnhof, Postamt, Landratsamt und Rathaus. Teilweise wurden auch Maschinengewehre in Stellung gebracht, so auch vor dem Rathaus, wohin Marcus Krüsmann derweil verbracht worden war. Auf die Auskunft hin, er unterstehe ab sofort dem Befehl des kommandierenden Generals, erwiderte Krüsmann, dass er als deutscher Bürgermeister der deutschen Stadt Limburg nur der deutschen Regierung unterstehe. Daraufhin wurde er festgenommen und ins Gefängnis nach Koblenz (später nach Bonn) gebracht. Ihm wurde vorgeworfen, gegen die französische Besetzung Limburgs protestiert zu haben. Nachdem er im September 1923 durch einen Untersuchungsrichter angehört worden war, entließ man ihn auf Kaution bis zur Hauptverhandlung aus der Haft. Auflage der Freilassung war, nicht nach Limburg zurückzukehren. Am 11. Dezember wurde er vom französischen Kriegsgericht in Bonn zu drei Monaten Haft verurteilt. Durch die vormalige viermonatige Untersuchungshaft war die Haftstrafe bereits abgegolten. Erst im Herbst 1924 kehrte Krüsmann nach einem längeren Urlaubsaufenthalt bei seiner Familie – sein Sohn Wolfgang war am 24. Mai 1923, also kurz nach seiner Verhaftung, geboren worden – wieder in sein Amt zurück. Nach dieser Zeit der politischen Unruhen kam es in Limburg zwischen den Jahren 1925 und 1931 zu einer intensiven Bautätigkeit und einer damit einhergehenden Blütezeit; täglich kamen über 10.000 Menschen in die Stadt.
Am 29. April 1931 wurde Krüsmann für eine weitere Periode von 12 Jahren einstimmig wiedergewählt. Nach wie vor galt die Stadt Limburg an der Lahn als Hochburg der Zentrumspartei; die NSDAP konnte selbst nach dem Auftritt Adolf Hitlers auf dem Limburger Neumarkt im Oktober 1932 nicht hinreichend Stimmen holen. So erlangte sie selbst bei der Reichstagswahl im Mai 1933 in Limburg nur 32,1 %, wohingegen das Zentrum 47,7 % erhielt.
Dennoch machte der Nationalsozialismus auch vor Limburg nicht halt und so wurde am 7. März 1933 aufgrund ministerieller Anordnung die Hakenkreuzflagge am Rathaus gehisst. Bei der Zusammenkunft des Magistrats entstand am 5. April 1933 ein Tumult, im Zuge dessen unter anderem auch von Krüsmann gefordert wurde, den Hitlergruß zu erweisen; zudem wurde ihm vorgeworfen, sein Haus in der Dr.-Wolff-Straße 4 am „Tag von Potsdam“ nicht beflaggt zu haben. Schließlich kam es zur Forderung nach Rücktritt und Verhaftung Krüsmanns. Nach einer Unterredung im Rathaus gab die örtliche NSDAP vom Rathausbalkon aus bekannt, Dr. Krüsmann habe sich dem Schutz der NSDAP unterstellt. Anschließend wurde Krüsmann von den Fraktionsmitgliedern der NSDAP in seine Wohnung geleitet und dort festgesetzt. Am 6. April 1933 stellte er beim Regierungspräsidenten einen Urlaubsantrag bis zum 30. des Monats. Dieser Antrag wurde später nochmals verlängert.
Formal verblieb Krüsmann noch bis zum Herbst des Jahres 1933 im Amt, die Regierungsgeschäfte waren jedoch längst durch die NSDAP übernommen worden. Am 20. Oktober 1933 wurde er vom Regierungspräsidenten in den Ruhestand versetzt. Schließlich zog er am 1. Dezember mit seiner Familie zurück nach Münster. Verschiedentliche Vorwürfe, Krüsmann habe sich im Rahmen seiner Tätigkeit bei der Elektrizitätskommission der Untreue schuldig gemacht, er habe einen Untergebenen zu falschen Angaben in einer Enteignungsangelegenheit verleitet und überdies eigenmächtig einen Fluchtlinienplan abgeändert, blieben im Ergebnis erfolglos. Das Verfahren wurde 1934 eingestellt, im Wiedergutmachungsverfahren nach 1945 wurde die Ordnungsgemäßheit seiner Amtsführung bestätigt.
In Münster war Krüsmann vom 11. August 1941 bis zum 30. Juni 1942 als Kriegshilfsangestellter bei der Wehrkreisverwaltung, im Anschluss daran bis zum 15. September 1945 als juristischer Hilfsarbeiter bei der Preisüberwachungsstelle der Bezirksregierung Münster beschäftigt. Nach dem Ende des Krieges war er vom 16. September 1945 bis zum 3. Mai 1946 Amtsbürgermeister von Ostbevern, danach noch bis zum Anfang des Jahres 1948 Amtsdirektor. In Betracht für diese Stellung kam Krüsmann vor allem auch, weil er politisch unbelastet und kein NSDAP-Mitglied gewesen war.
Schließlich trat er den Ruhestand auf Haus Sentrup an. Dieses lag auf den Gütern seines Schwiegervaters Wilhelm Hüffer und fiel in späteren Jahren dem Neubau des Allwetterzoos Münster zum Opfer. Er verstarb 1964 in Münster-Amelsbüren, sein Grab befindet sich auf dem Münsteraner Zentralfriedhof.

## Privates
Mit Beginn seines Studiums im Jahre 1898 trat er dem Wissenschaftlichen katholischen Studentenverein Unitas Hetania Würzburg bei. Im Jahre 1909 heiratete Krüsmann Maria Lenders (* 28. November 1882 in Elberfeld). Diese verstarb bereits am 11. Juni 1910 in Altenessen, wohl an der Folge der Geburt des gemeinsamen Sohnes Max Johannes Joseph Krüsmann. Dieser Sohn verstarb ebenfalls wenige Tage nach seiner Mutter.
Während seiner Zeit als Beigeordneter der Stadt Münster heiratete er dort am 8. August 1916 Anna Maria Katharina Hüffer (* 14. März 1889 in Münster; † 4. Dezember 1967 in Rheine). Sie war die älteste Tochter des Gutsbesitzers Wilhelm Hüffer, dem auch die langjährige ökonomische Leitung der Hüfferstiftung oblag, sowie Urenkelin des Politikers und Verlegers Johann Hermann Hüffer. Zusammen hatten sie die vier Kinder Helene (* 1917), Hildegard (* 1920), Georg (* 1922) und Wolfgang (* 1923).

## Werke
- Die juristische Natur der Hingabe an Erfüllungstatt nach dem Bürgerlichen Gesetzbuch (§ 364), Inaugural-Dissertation, Buchdruckerei Robert Noste, 1906.

## Trivia
Die Krüsmannstraße in Limburg an der Lahn ist nach Marcus Krüsmann benannt.